# Шахрбани
Шахрба́ни (перс. شهربانی‎ / Šahrbānī), ранее называлось Назмие́ (перс. نظمیه‎ / Nazmīyeh) — одна из сил по обеспечению общественной безопасности и правопорядка в городах Ирана в 1913—1991 годах.
Было основано 22 июня 1913 года во времена правления династии Каджаров в Иране. В 1925 году после падения династии Каджар и прихода к власти в Иране династии Пехлеви, было сохранено с небольшими изменениями.
В 1979 году, после исламской революции в Иране, деятельность Шахрбани была кардинально реформирована новыми властями страны. 1 апреля 1991 года Шахрбани, Государственная жандармерия Ирана и Комитеты Исламской революции были упразднены и объединены в Силы правопорядка Исламской Республики Иран.